# Скрипун-менезія
Скрипун-менезія (Menesia Dejean, 1835) — рід жуків з родини вусачів.

## Види
Налічується понад 30 видів Скрипунів-менезій:
- Скрипун-менезія двоплямиста (Menesia bipunctata Zoubkoff, 1829)
- Скрипун-менезія сірчано-жовта (Menesia sulphurata (Gebler, 1825)